# Космос (масонская ложа)
Космос — русская масонская ложа во Франции. Ложа была основана в Париже 25 июня 1887 году.

## История

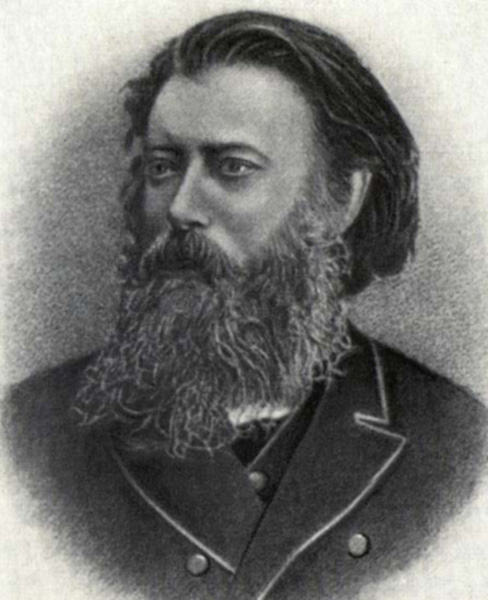
Основатель и первый досточтимый мастер ложи — Павел Николаевич Яблочков

Первыми посвящёнными за пределами Российской империи были граждане Российской империи, которые проживали постоянно за пределами России или были вынуждены покинуть родину из-за различных обстоятельств.
Одним из таких активных масонов, оказавшимся на какое-то время за пределами России, стал Павел Николаевич Яблочков — электротехник, военный инженер, изобретатель и предприниматель. Пребывая в Париже, он прошёл масонское посвящение в ложе «Труд и истинные верные друзья».
В 1887 году создал вместе с другими русскими масонами, также проживавшими в Париже, ложу «Космос». В эту легендарную ложу вошли такие известные масоны, как Максим Максимович Ковалевский, Евгений Валентинович Де Роберти, Нестор Александрович Котляревский, Амфитеатров, Александр Валентинович и др..
Яблочков хотел превратить ложу «Космос» в элитарную, объединяющую в своих рядах лучших представителей русской эмиграции в области науки, литературы и искусства. Однако после отъезда Павла Николаевича из Франции созданная им ложа на какое-то время прекратила свои труды.
Работы ложи были возобновлены по рекомендации Верховного совета Франции 15 декабря 1898 года, под юрисдикцией Великой ложи Франции, куда она вошла под реестровым номером 288. Ложа работала по Древнему и принятому шотландскому уставу.

## Состав ложи
Общая численность ложи составляла 40 масонов.